# Trobriandeses
As pessoas das Ilhas Trobriand são principalmente horticultores de subsistência que vivem em assentamentos tradicionais. A estrutura social é baseada em clãs matrilineares que controlam a terra e os recursos. As pessoas participam do circuito regional de troca de conchas chamado kula, navegando para visitar parceiros comerciais em canoas marítimas. No final do século XX, movimentos anticoloniais e de autonomia cultural ganharam seguidores das sociedades trobriandesas. Quando a guerra entre grupos foi proibida pelos governantes coloniais, os ilhéus desenvolveram uma forma única e agressiva de críquete .
Embora a compreensão da reprodução e da medicina moderna seja difundida na sociedade trobriandesa, suas crenças tradicionais têm sido notavelmente resistentes. Por exemplo, acredita-se que a verdadeira causa da gravidez seja um baloma, ou espírito ancestral, que entra no corpo de uma mulher, e sem cuja existência uma mulher não poderia engravidar; todos os bebês são feitos ou passam a existir (ibubulisi) em Tuma. Esses princípios formam o estrato principal do que pode ser chamado de crença popular ou universal. No passado, muitos mantinham essa crença tradicional porque o inhame,  um dos principais alimentos da ilha, possui substâncias químicas (fitoestrógenos e esteróis vegetais) cujos efeitos são contraceptivos, de modo que a ligação prática entre sexo e gravidez não era muito evidente.

## Linguagem
Os povos Trobriand falam Kilivila, através de vários dialetos diferentes que são falados entre cada tribo diferente. É uma língua austronésia, embora tenha a particularidade de possuir um complexo sistema de classificação dos substantivos . As línguas estrangeiras são menos faladas, embora pelo menos na década de 1980, os trobriandeses ocasionalmente falassem Tok Pisin e inglês . O termo "Trobriand" em si não é Kilivilan: as ilhas levam esse nome do explorador francês Jean François Sylvestre Denis de Trobriand que o visitou em 1793.

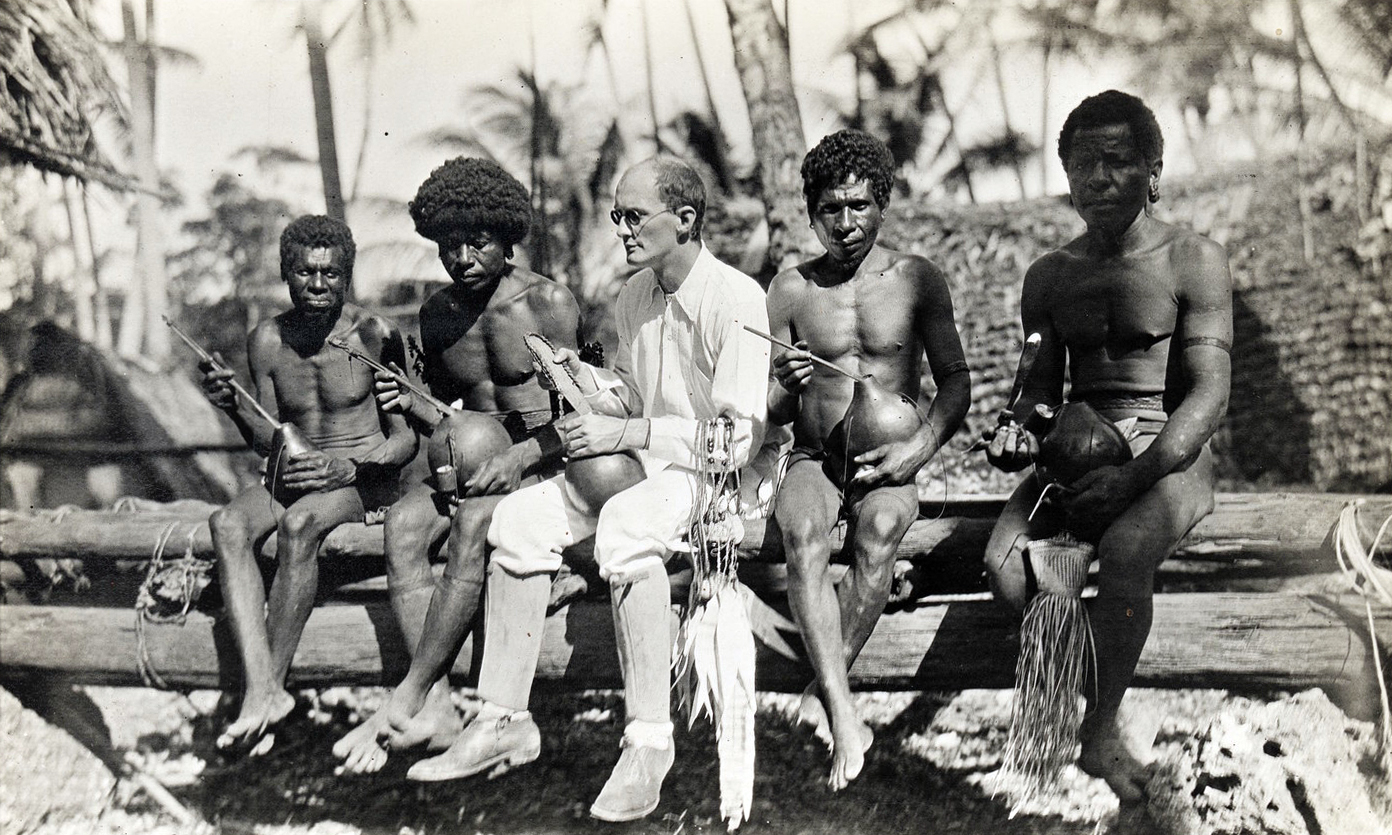
Malinowski e trobriandeses

Com base em trabalhos anteriores de Bronisław Malinowski, os escritos acadêmicos de Dorothy D. Lee referem-se a "codificações não lineares da realidade". Em tal sistema linguístico, o conceito de progresso linear do tempo, formas geométricas e até métodos convencionais de descrição são totalmente perdidos ou alterados. Em seu exemplo de um inhame indígena específico, Lee explica que quando o inhame passa de um estado de brotação através de amadurecimento para amadurecimento excessivo, o nome de cada objeto em um estado específico muda completamente – a descrição do objeto em diferentes estados de desenvolvimento refere-se a percepções totalmente diferentes do objeto. O amadurecimento é considerado um "ingrediente definidor" e, assim, uma vez que se torna maduro demais, um inhame é percebido como um objeto completamente novo. A mesma percepção diz respeito ao tempo e às formas geométricas.

## Comida
Na sociedade trobriandesa, é tabu comer na frente dos outros. Como Jennifer Shute observou, "os trobriandeses comem sozinhos, retirando-se para suas próprias lareiras com suas porções, virando as costas uns para os outros e comendo rapidamente por medo de serem observados". No entanto, é perfeitamente aceitável mastigar nozes de bétele, principalmente quando misturado com alguma pimenta e limão para tornar a noz menos amarga. A noz de bétele atua como estimulante e é comumente usada pelos trobriandeses, fazendo com que seus dentes muitas vezes pareçam vermelhos. Como no passado a comida era muitas vezes escassa, gabar-se de ter comida é uma das principais glórias e ambições dos ilhéus de Trobriand. Embora a comida seja mais importante, e o assunto da comida seja mais discutido, em Miamala, a época anual de colheita e festa, os ilhéus podem enfrentar fome e escassez devido às más condições de cultivo em qualquer época do ano. Em meados de 2009, o problema da pressão populacional, levando à insegurança alimentar, recebeu grande atenção da mídia nacional e internacional.

## Costumes de casamento
Aos sete ou oito anos de idade, as crianças trobriandesas começam a fazer jogos eróticos umas com as outras e imitam as atitudes sedutoras dos adultos. Cerca de quatro ou cinco anos depois, eles começam a buscar parceiros sexuais. Eles mudam de parceiro com frequência. As mulheres são tão assertivas e dominantes quanto os homens na busca ou recusa de um amante. Isso não é apenas permitido, mas incentivado.
Nas Ilhas Trobriand, não há cerimônia de casamento tradicional. Uma jovem fica na casa de seu amante em vez de sair antes do nascer do sol. O homem e a mulher sentam-se juntos de manhã e esperam que a mãe da noiva lhes traga inhames cozidos. O casal come junto por cerca de um ano e depois volta a comer separadamente. Uma vez que o homem e a mulher comem juntos, o casamento é oficialmente reconhecido.
Quando um casal trobriandês quer se casar, eles mostram seu interesse dormindo juntos, passando tempo juntos e ficando juntos por várias semanas. Os pais da menina aprovam o casal quando uma menina aceita um presente de um menino. Depois disso, a menina se muda para a casa do menino, faz suas refeições lá e acompanha o marido o dia todo. Então corre a notícia de que o menino e a menina são casados.
Um casal pode se divorciar depois de um ano se a mulher no relacionamento estiver descontente com o marido. Um casal também pode se divorciar se o marido escolher outra mulher. O homem pode tentar voltar com a mulher que deixou, dando a sua família inhames e outros presentes, mas, em última análise, cabe à mulher decidir se ela quer estar com aquele homem.

## Magia
Os trobriandeses acreditam que a concepção é o resultado de um espírito ancestral que entra no corpo da mulher. Mesmo depois que uma criança nasce, é o irmão da mãe, não o pai, que apresenta uma colheita de inhame para sua irmã para que seu filho seja alimentado com alimentos de sua própria linhagem, não do pai.
Os trobriandeses praticam muitos feitiços mágicos tradicionais. Os jovens aprendem feitiços com parentes mais velhos em troca de comida, tabaco e dinheiro. Os feitiços são muitas vezes parcial ou totalmente perdidos porque os idosos cedem apenas algumas linhas de cada vez para continuar recebendo presentes. Muitas vezes, o idoso morre antes de terminar de transmitir os feitiços. Os trobriandeses acreditam que ninguém pode inventar um novo feitiço.
Às vezes, um homem faz feitiços mágicos para uma mulher porque quer dar a ela mais do que nozes de bétele ou tabaco. As pessoas também compram e vendem feitiços. Aldeões alfabetizados escrevem seus feitiços em livros e os escondem. Uma pessoa pode direcionar feitiços para aumentar os efeitos visuais e olfativos de seu corpo para induzir sentimentos eróticos em seu amante. Alguns feitiços são pensados para tornar uma pessoa bonita, mesmo aquelas que normalmente seriam consideradas feias. As palavras mágicas da beleza são cantadas em óleo de coco, e então uma pessoa o esfrega em sua pele, ou em flores e ervas que decoram suas braçadeiras e cabelos.

## Críquete
Depois que o conflito tribal foi banido, o críquete tornou-se um substituto para a guerra na cultura trobriandesa. As potências coloniais ficaram horrorizadas com a violência e as exibições sexuais associadas à guerra tribal. As partidas são frequentemente disputadas entre todas as equipes masculinas e duram vários meses. Muitas vezes há festas para a equipe vencedora. Enquanto o críquete regular é jogado em todo o mundo, esses ilhéus adicionam seus próprios elementos que refletem sua cultura. Por exemplo, como esse esporte se assemelha à guerra, não há limite para o tamanho da equipe. Além disso, toda vez que uma equipe marca, há um ritual de dança especial envolvido. Essas danças são uma adaptação dos antigos rituais de guerra. Portanto, eles consistem em provocações e zombarias muitas vezes criticando o outro time. "As palavras são metáforas sexuais, usadas quando um time insulta o outro e exibe suas proezas físicas e sexuais aos olhos avaliadores das jovens mulheres à margem"
Muitas vezes, também há magia envolvida neste evento esportivo. As equipes usarão encantos para obter vantagem na partida. Por exemplo, um feitiço pode ser usado para tornar a equipe menos eficiente na pontuação. Espera-se que a equipe visitante perca ao visitar uma ilha rival. No entanto, quando não é o caso, muitas vezes há relatos de vandalismo e incêndio criminoso quando os jogos terminam desfavoravelmente para o time da casa. Durante esses eventos, as casas de inhame são queimadas, o que é considerado um grande insulto. Em essência, esta forma de críquete tem uma sensação mais agressiva e é uma parte importante da vida de Trobriand.

## Moeda
Trobrianders usam inhame como moeda e os consideram um sinal de riqueza e poder. Os visitantes ocidentais costumam comprar itens dos trobriandeses usando dinheiro. Há também uma troca de Kula, que é uma tradição muito importante entre as Ilhas Trobriand.

### Trocas de inhame
A cada ano, um homem cultiva inhame para sua irmã e sua filha, se ela for casada. O marido não fornece inhame para sua esposa. Quanto mais inhame uma mulher recebe, mais poderosa e rica ela é. Espera-se que o marido dê ao pai ou irmão de sua esposa um presente em troca dos inhames que eles dão à sua esposa. Quando a mulher se casa pela primeira vez, ela recebe inhames de seu pai até que o irmão da mulher pense que sua irmã e seu marido têm idade suficiente para ele dar os inhames.

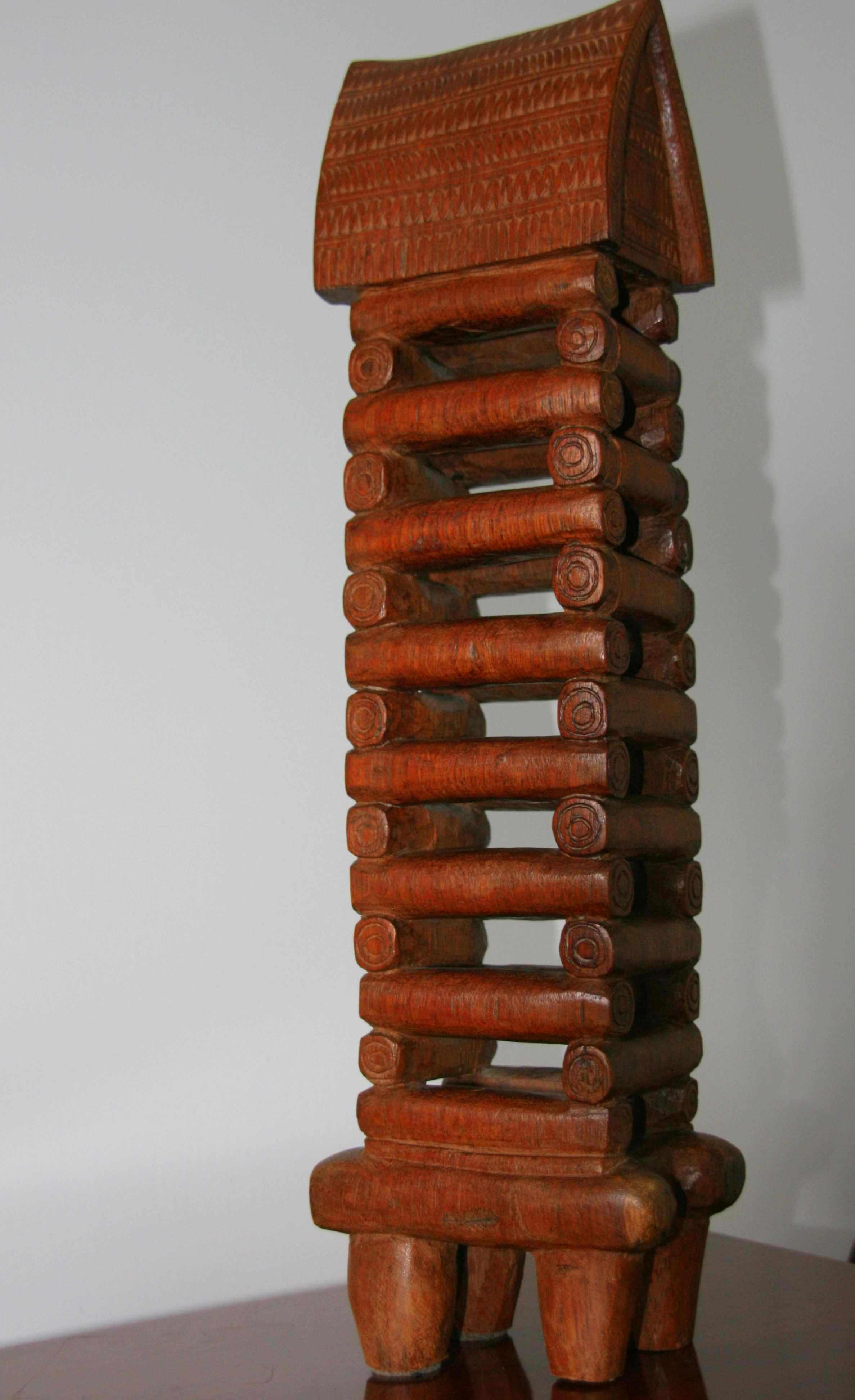
Escultura em madeira de um silo tradicional de inhame nas Ilhas Trobriand

No início da colheita do inhame, os inhames ficam expostos nas hortas por cerca de um mês antes que o jardineiro os leve à dona. A dona é sempre uma mulher. Há uma grande cerimônia para isso todos os anos. Os inhames são carregados na casa vazia de inhames do marido da mulher. Os jovens chegam às hortas vestidos com as suas roupas tradicionais mais festivas logo no dia em que os inhames são entregues na casa do inhame. Os jovens são todos parentes do jardineiro, e levam os cestos de inhame para a aldeia do proprietário. Quando chegam à aldeia do proprietário, cantam para anunciar a chegada dos inhames enquanto fazem movimentos pélvicos sexualmente provocativos. Isso enfatiza a relação entre inhame e sexualidade. Alguns dias depois, o jardineiro vem e carrega a casa de inhame, e o homem agora é o responsável pelo inhame.
O dono da casa de inhame fornece ao jardineiro e aos jovens inhame cozido, inhame e carne de porco. Às vezes nenhum porco é morto, talvez porque o dono da casa de inhame não tinha um porco de sobra. O dono da casa de inhame também pode decidir não matar um porco para o jardineiro porque está insatisfeito com o número de inhame, ou está zangado com o jardineiro por outro motivo. Uma vez que as casas de inhame estão cheias, um homem realiza um feitiço mágico especial para a aldeia que afasta a fome fazendo as pessoas se sentirem satisfeitas. As mulheres também usam pacotes de folhas de bananeira marcadas como uma espécie de moeda entre elas. Como são necessários muitos dias de trabalho para fazer os fardos, cada um tem um valor atribuído e pode ser usado para comprar comida enlatada, ou em troca de outros bens.

## Morte
Quando uma pessoa morre, o luto continua por meses. O cônjuge é acompanhado no luto pelos parentes do sexo feminino e pelas irmãs do pai do falecido. Esses aldeões ficam em casa e choram quatro vezes por dia. Se alguém que não compareceu ao funeral vier à aldeia, deve imediatamente juntar-se ao luto que está ocorrendo. Outros trabalhadores observam muitos dos tabus do luto. A maioria raspa a cabeça. Pessoas intimamente relacionadas com o falecido evitam comer "boa comida". Aqueles mais distantes podem usar roupas pretas. Antes disso, porém, todos recebem um pagamento dos proprietários pela parte que tiveram no processo de sepultamento.
O primeiro conjunto de trocas ocorre no dia seguinte ao enterro e envolve inhame, taro e pequenas quantias em dinheiro. O cônjuge, a linhagem matriarcal do cônjuge e o pai ou representante do pai do falecido, e os membros de sua linhagem matriarcal do morto recebem a maior distribuição.

## Missões
As missões cristãs tiveram um efeito misto na vida diária de Triobriand. A maioria dos ilhéus aderem às tradições tribais nativas. Na tentativa de contrariar isso, às vezes são enviados missionários experientes com tribos animistas. Esses missionários podem, por exemplo, tentar inserir bênçãos cristãs em cerimônias fúnebres tradicionais.